# Deutsche Leichtathletik-Hallenmeisterschaften 2010
Die 57. Deutschen Leichtathletik-Hallenmeisterschaften fanden vom 27. bis 28. Februar 2010 vor 9400 Zuschauern in der Europahalle in Karlsruhe statt. Zum sechsten Mal war Karlsruhe Gastgeber.
Carolin Nytra im Hürdensprint und Ariane Friedrich im Hochsprung gewannen mit neuem Meisterschaftsrekord. Carolin Hingst stellte im Stabhochsprung den Meisterschaftsrekord ein.

## Ausgelagerte Wettbewerbe
Die Mehrkämpfe wurden am 30. und 31. Januar in der Leichtathletikhalle Frankfurt-Kalbach bei den Deutschen Hallenmehrkampfmeisterschaften ausgetragen. Die 3-mal-1000-Meter-Staffeln konkurrierten am 21. Februar im Rahmen der Deutschen Jugendhallenmeisterschaften in Halle (Saale).

## Medaillengewinner

### Männer
| Disziplin      | Gold                                                                                      | Leistung     | Silber                                                                                | Leistung     | Bronze                                                                        | Leistung     |
| -------------- | ----------------------------------------------------------------------------------------- | ------------ | ------------------------------------------------------------------------------------- | ------------ | ----------------------------------------------------------------------------- | ------------ |
| 60 m           | Tobias Unger (LG Stadtwerke München)                                                      | 6,66 s       | Stefan Schwab (TSV Schwarzenbek)                                                      | 6,71 s       | Marius Broening (LG Stadtwerke München)                                       | 6,73 s       |
| 200 m          | Alexander Kosenkow (TV Wattenscheid 01)                                                   | 20,89 s      | Julian Reus (Erfurter LAC)                                                            | 20,92 s      | Sven Knipphals (VfL Wolfsburg)                                                | 21,04 s      |
| 400 m          | Bastian Swillims (TV Wattenscheid 01)                                                     | 46,67 s      | Alexander Meisolle (TV Wattenscheid 01)                                               | 46,85 s      | Eric Krüger (SC Magdeburg)                                                    | 47,20 s      |
| 800 m          | Robin Schembera (TSV Bayer 04 Leverkusen)                                                 | 1:50,13 min  | Sebastian Keiner (Erfurter LAC)                                                       | 1:51,03 min  | Patrick Oehler (VfL Sindelfingen)                                             | 1:52,14 min  |
| 1500 m         | Wolfram Müller (Erfurter LAC)                                                             | 3:47,69 min  | Christian Klein (LC Rehlingen)                                                        | 3:48,05 min  | Florian Orth (LG Telis Finanz Regensburg)                                     | 3:49,11 min  |
| 3000 m         | Carsten Schlangen (LG Nord Berlin)                                                        | 8:01,18 min  | Christoph Lohse (TV Wattenscheid 01)                                                  | 8:01,22 min  | Marc-André Kowalinski (Post-Sport Telekom Trier)                              | 8:04,04 min  |
| 60 m Hürden    | Alexander John (LAZ Leipzig)                                                              | 7,68 s       | Erik Balnuweit (LAZ Leipzig)                                                          | 7,73 s       | Jens Werrmann (LAZ Zweibrücken)                                               | 7,74 s       |
| 4 × 200 m      | TV Wattenscheid 01 (Sebastian Ernst, Alexander Kosenkow, Robin Erewa, Willi Mathiszik)    | 1:24,07 min  | SC Charlottenburg (Raschid Semghoun, Eric Franke, Maximilian Kessler, George Petzold) | 1:26,60 min  | VfB Stuttgart (David Waibel, Fabian Sterzing, Fabian Berger, Klaus Neuendorf) | 1:28,34 min  |
| 4 × 400 m      | TV Wattenscheid 01 (Alexander Meisolle, Mirko Schmidt, Sascha Jan Eder, Bastian Swillims) | 3:10,84 min  | Dresdner SC (Schirrmeister, Georg Fleischhauer, Oliver Engel, Martin Grothkopp)       | 3:14,45 min  | LG ASV/DSHS Köln (David Eilers, Felix Krauß, Torben Bieler, Miguel Rigau)     | 3:16,25 min  |
| 3 × 1000 m     | LG Ohra Hörselgas (Christian Biele, Stefan Eberhardt, Georg Eberhardt)                    | 7:14,22 min  | LG Braunschweig (Andreas Kuhlen, Jonas Hamm, Sören Ludolph)                           | 7:16,07 min  | VfB LC Friedrichshafen (Maximilian Dersch, Martin Sperlich, Richard Ringer)   | 7:17,06 min  |
| 5000 m Gehen   | André Höhne (SC Charlottenburg)                                                           | 19:21,42 min | Carsten Schmidt (SC Charlottenburg)                                                   | 19:50,97 min | Christopher Linke (SC Potsdam)                                                | 20:03,08 min |
| Hochsprung     | Martin Günther (LG Eintracht Frankfurt)                                                   | 2,30 m       | Benjamin Lauckner (LAC Erdgas Chemnitz)                                               | 2,25 m       | Tim Riedel (TV Wattenscheid 01)                                               | 2,22 m       |
| Stabhochsprung | Malte Mohr (LG Stadtwerke München)                                                        | 5,70 m       | Alexander Straub (LG Filstal)                                                         | 5,70 m       | Raphael Holzdeppe (LAZ Zweibrücken)                                           | 5,65 m       |
| Weitsprung     | Christian Reif (ABC Ludwigshafen)                                                         | 8,10 m       | Christoph Stolz (TV Langen)                                                           | 7,84 m       | Nils Winter (Buxtehuder SV)                                                   | 7,64 m       |
| Dreisprung     | Andreas Pohle (ASV Erfurt)                                                                | 16,42 m      | Konstantin Gens (LAC Berlin)                                                          | 16,13 m      | Daniel Kohle (LG Ratio Münster)                                               | 16,10 m      |
| Kugelstoßen    | Ralf Bartels (SC Neubrandenburg)                                                          | 21,02 m      | David Storl (LAC Erdgas Chemnitz)                                                     | 20,77 m      | Marco Schmidt (VfL Sindelfingen)                                              | 20,31 m      |
| Siebenkampf    | Christopher Hallmann (Ahrensburger TSV)                                                   | 5859 Punkte  |                                                                                       |              |                                                                               |              |

### Frauen
| Disziplin      | Gold                                                                                           | Leistung     | Silber                                                                                  | Leistung     | Bronze                                                                           | Leistung     |
| -------------- | ---------------------------------------------------------------------------------------------- | ------------ | --------------------------------------------------------------------------------------- | ------------ | -------------------------------------------------------------------------------- | ------------ |
| 60 m           | Yasmin Kwadwo (TV Wattenscheid 01)                                                             | 7,29 s       | Anne Möllinger (MTG Mannheim)                                                           | 7,32 s       | Marion Wagner (USC Mainz)                                                        | 7,36 s       |
| 200 m          | Anne Möllinger (MTG Mannheim)                                                                  | 23,52 s      | Marion Wagner (USC Mainz)                                                               | 23,79 s      | Mareike Peters (TSV Bayer 04 Leverkusen)                                         | 23,84 s      |
| 400 m          | Wiebke Ullmann (TSV Bayer 04 Leverkusen)                                                       | 54,23 s      | Jonna Tilgner (Bremer LT)                                                               | 54,69 s      | Jill Richards (SC Charlottenburg)                                                | 54,80 s      |
| 800 m          | Jana Hartmann (LG Olympia Dortmund)                                                            | 2:05,95 min  | Fabienne Kohlmann (LG Karlstadt-Gambach-Lohr)                                           | 2:06,38 min  | Claudia Hoffmann (SC Potsdam)                                                    | 2:06,55 min  |
| 1500 m         | Denise Krebs (TV Wattenscheid 01)                                                              | 4:16,34 min  | Saskia Janssen (TSV Bayer 04 Leverkusen)                                                | 4:20,65 min  | Diana Sujew (SC Potsdam)                                                         | 4:20,81 min  |
| 3000 m         | Sabrina Mockenhaupt (Kölner Verein für Marathon)                                               | 9:13,67 min  | Maren Kock LG Emstal Dörpen                                                             | 9:24,24 min  | Veronica Pohl (LG ASV/DSHS Köln)                                                 | 9:26,01 min  |
| 60 m Hürden    | Carolin Nytra (Bremer LT)                                                                      | 7,89 s       | Nadine Hildebrand (LAZ Salamander Kornwestheim-Ludwigsburg)                             | 8,00 s       | Anne-Kathrin Elbe (TSV Bayer 04 Leverkusen)                                      | 8,08 s       |
| 4 × 200 m      | TSV Bayer 04 Leverkusen (Cathleen Tschirch, Anne-Kathrin Elbe, Wiebke Ullmann, Mareike Peters) | 1:34,97 min  | TV Wattenscheid 01 (Esther Cremer, Sosthene Moguenara, Christina Frewer, Yasmin Kwadwo) | 1:35,57 min  | MTG Mannheim (Tamara Seer, Anne Möllinger, Isabel Thielmann, Julia Müller-Foell) | 1:35,82 min  |
| 3000 m Gehen   | Christin Elß (SC Potsdam)                                                                      | 13:20,64 min | Nicole Best (TV Groß-Gerau)                                                             | 13:28,17 min | Charlyne Czychy (SC Potsdam)                                                     | 14:04,24 min |
| Hochsprung     | Ariane Friedrich (LG Eintracht Frankfurt)                                                      | 2,02 m       | Meike Kröger (LG Nord Berlin)                                                           | 2,00 m       | Julia Hartmann (TSV Bayer 04 Leverkusen)                                         | 1,87 m       |
| Stabhochsprung | Carolin Hingst (USC Mainz)                                                                     | 4,60 m       | Kristina Gadschiew (LAZ Zweibrücken)                                                    | 4,60 m       | Lisa Ryzih (ABC Ludwigshafen)                                                    | 4,55 m       |
| Weitsprung     | Sosthene Moguenara (TV Wattenscheid 01)                                                        | 6,75 m       | Bianca Kappler (LC Rehlingen)                                                           | 6,51 m       | Michelle Weitzel (LG Telis Finanz Regensburg)                                    | 6,50 m       |
| Dreisprung     | Katja Demut (TuS Jena)                                                                         | 13,62 m      | Kristin Gierisch (LAC Erdgas Chemnitz)                                                  | 13,53 m      | Katja Pobanz (1. LC Dessau)                                                      | 13,51 m      |
| Kugelstoßen    | Nadine Kleinert (SC Magdeburg)                                                                 | 19,19 m      | Petra Lammert (SC Neubrandenburg)                                                       | 18,82 m      | Christina Schwanitz (LV 90 Thum)                                                 | 17,53 m      |
| Fünfkampf      | Claudia Rath (LG Eintracht Frankfurt)                                                          | 4274 Punkte  |                                                                                         |              |                                                                                  |              |